# Młyn w Jasieniu (powiat brzeziński)
Młyn w Jasieniu – nieistniejący młyn wodny zbożowy na Mrodze wybudowany w XIX w.  Jego pozostałości znajdują się w miejscowości Jasień, w powiecie brzezińskim, w województwie łódzkim.

## Historia
Młyny wodne w tej lokalizacji wymieniane były w źródłach z przełomu XVIII i XX w. Ostatni z nich został wybudowany prawdopodobnie w drugiej połowie XIX w. Według zachowanego opisu był to budynek parterowy z nadbudówką, drewniany (z bali łączonych na czopy) na fundamentach z kamienia łupanego, z dachem dwuspadowym krytym gontem, a w późniejszym okresie – papą. Początkowo był zasilany dwoma kołami wodnymi nasiębiernymi, które w okresie międzywojennym zostały zastąpione turbiną wodną. Był to młyn typu gospodarczego wytwarzający mąkę i śrutę na potrzeby okolicznych mieszkańców. Jego moc przemiałowa nie przekraczała 2,5 t zboża na dobę (lata 70.). W okresie PRL stanowił własność prywatną.  Jego stan zachowania w latach 70. XX w. został określony jako niezadowalający. Do 2024 r. zachowały się jedynie fundamenty oraz pozostałości turbinowni z widoczną turbiną.